# Happy Valley (Guangzhou)
Happy Valley (förenklad kinesiska: 太阳新天地购物中心, traditionell kinesiska: 太陽新天地購物中心, Pinyin: Taiyang Xintiandi) är ett köpcentrum i Zhujiang New Town i Tianhe i Guangzhou i Kina. Det har många butiker inklusive ett H&M.